# 怖い日曜日
『怖い日曜日』（こわいにちようび）は、1999年7月4日から9月26日まで日本テレビで放映されたテレビドラマシリーズ。全10回+総集編1回。放送時刻は日本テレビでは毎週日曜日昼11:40 - 12:00で、ドラマタイトルはこれに由来する。

## 概要
ジャニーズJr.が「百物語の会主宰」と称してナビゲーターとして番組を進行し、再現ドラマもジャニーズJr.および嵐が演じるという趣向が凝らされていた。
視聴者の心霊体験を投稿してもらいオムニバス形式のドラマとして紹介するという体裁をとっていたが、実際には木原浩勝、中山市朗らによる実録怪談「新耳袋」シリーズ（メディアファクトリー/角川書店刊）を原作としている。
原作者の木原は後に、ドラマ各話の元となった話を再編集した文庫本｢怖い日曜日」を刊行している。
製作・撮影はオフィスクレッシェンド。
このドラマシリーズは「怖い日曜日〜新章〜」「怖い日曜日〜2000〜」と続く。

## ナビゲーター
番組を進行する「怪談百物語の会主宰」のジャニーズJr.は、横山裕、亀梨和也、佐藤崇、長谷部隼の4名。

## 放送内容
主として登場したジャニーズJrのみ紹介する。

### 第1回
放送日：1999年7月4日
- 8mmビデオの中の少女：渋谷すばる
- 呪われた公衆電話
- 開かずのトイレ：横山裕
- 日本最古の心霊写真

### 第2回
放送日：1999年7月11日
- 赤い車：小原裕貴
- ラジカセの音
- 病院に来た子供：村上信五
- 厚木の廃病院

### 第3回
放送日：1999年7月25日
- 水死した少年：赤西仁
- 幽霊屋敷
- 宅配ピザ屋：古屋暢一（なおジャニーズJr.ではないが「ピザ配達員」および「電話の主」は大倉孝二の二役である。）

### 第4回
放送日：1999年8月1日
- 床を叩くもの：牧野紘二、提箸一平
- 幽霊トンネル
- 声が聞きたい：今井翼
- 投稿・恐怖の心霊写真

### 第5回
放送日：1999年8月8日
- 動かすなっ!：相葉雅紀、中丸雄一
- 帰宅
- 友達のJくん：加藤成亮、松崎祐介、藤ヶ谷太輔
- 横浜の打越橋

### 第6回
放送日：1999年8月15日
- 三人来るぞ：田口淳之介
- 死神
- 玄関先：長谷川純

### 第7回
放送日：1999年8月22日
- 真夜中のEメール：田中聖
- トンネルの中にいるもの
- カセットテープ：上里亮太、小場賢

### 第8回
放送日：1999年8月29日
- ここだったか：二宮和也、牧野紘二、高橋譲
- 嘘から出た真実
- 事故っちゃった：古屋暢一

### 第9回
放送日：1999年9月5日
- 携帯電話：赤西仁
- 最期のジュース：田中聖、伊藤達哉、橋田康
- 投稿・恐怖の心霊写真

### 第10回（最終回）
放送日：1999年9月19日
- 古着屋：松本潤
- 封印された怪談：横山裕

### 総集編
放送日：1999年9月26日
- 8mmビデオの中の彼女：渋谷すばる、梨本威温（第1回と同じ）
- 宅配ピザ屋：古屋暢一（第3回と同じ）